# Moscopole
Voskopoje (en aroumain Moscopole, en albanais Voskopojë, en grec Μοσχόπολις - Moschopolis) est une ville de 2 218 habitants du sud de l'Albanie.

## Géographie
La cité de Moscopole est située dans le district de Korçë dans le sud de l'Albanie. Elle constitue le centre culturel, administratif et commercial de la communauté aroumaine d'Albanie, qui forme une minorité chrétienne orthodoxe de langue latine en Albanie et en Grèce. La ville est située à une vingtaine de kilomètres de Korçë.

## Histoire
Moscopole est devenue une sorte de capitale chrétienne des Balkans[précision nécessaire] après l'incendie de Skopje (1689), et entre 1740 (traité de Belgrade) et 1769, la ville était connue sous le nom de "Nouvelle Athènes" ou "Nouvelle Mistra",.
Au XVIIIe siècle, c'est dans cette ville que s'installe la deuxième imprimerie ottomane après Constantinople[réf. à confirmer].
Au XVIIIe siècle, la ville compte 30 000 habitants. Elle est un bourg valaque prospère, car elle contrôle une grande partie du commerce entre Vienne et Constantinople.
En 1769, Moscopole est incendiée par le bachibouzouk d'Ali Pacha de Janina, car on soupçonne ses habitants de participer à la révolution d'Orloff[réf. nécessaire].
Après la destruction de la ville, les activités valaques s'étendent dans tous les Balkans et beaucoup de capitales européennes ; la colonie grecque de Vienne serait composée de valaques issus de Moscopole. Ces populations abandonnent définitivement le pastoralisme, mais restent installés dans leurs villes et villages d'origine.
En 1916, dans le contexte de la Première Guerre mondiale, le chef de guerre musulman Salih Budka assiège la ville de Moscopole, qui était déjà un important et prospère centre culturel chrétien, grec et aroumain en Albanie. La population de 3 500 habitants vivait alors en semi-autonomie, se gouvernant elle-même par le biais d'un conseil des archontes. Salih Budka finit par la prendre et la piller, massacrant une partie de la population ; les survivants ruinés s'enfuirent vers la Grèce, beaucoup se réfugiant à Metsovo et dans les environs.

## Économie
En raison de son altitude, 1 160 mètres au-dessus de la mer, la petite ville de Moscopole est devenue une station de sports d'hiver.

## Personnalités liées à la ville
- Dionýsios Mantoúkas, évêque né en 1648.
- Theófrastos Georgiádis, auteur.

## Patrimoine
- République de Korça
- Église Saint-Athanase de Moscopole
- Église Saint-Élie de Moscopole
- Église Sainte-Marie de Moscopole
- Église Saint-Michel de Moscopole
- Église Saint-Nicolas de Moscopole